# Ivan Alekseevič Bunin
Ivan Alekseevič Bunin (IPA: [ɪˈvan ɐlʲɪˈksʲejɪvʲɪtɕ ˈbunʲɪn]) (in russo: Ива́н Алексе́евич Бу́нин; Voronež, 22 ottobre 1870 – Parigi, 8 novembre 1953) è stato uno scrittore e poeta russo; fu il primo russo ad esser insignito del Premio Nobel per la letteratura, nel 1933.

## Biografia

### La gioventù
Nacque nella Russia meridionale da genitori appartenenti entrambi a famiglie russe di nobile stirpe, che potevano vantare oltre che valorosi militari, anche una poetessa, Anna Bunina (1774-1829) e il padre naturale del poeta romantico Vasilij Andreevič Žukovskij (1783-1852).
Trascorse un'infanzia malinconica. Fino a undici anni fu educato nella tenuta di campagna.
Nel 1881 entrò al ginnasio distrettuale di Elec che abbandonerà anzitempo a causa delle difficoltà finanziarie dei familiari. Fece ritorno nella tenuta di famiglia di Ozerki, proseguendo gli studi sotto la direzione del fratello maggiore Julij. Questi lo iniziò alla lettura dei classici della letteratura russa: Puškin, Gogol', Lermontov. Di animo aristocratico, il poeta non condivise però la stessa passione del fratello per le idee più radicali. Aveva cominciato a comporre versi a diciassette anni: una rivista letteraria di San Pietroburgo aveva pubblicato il suo primo poema.

### La maturità

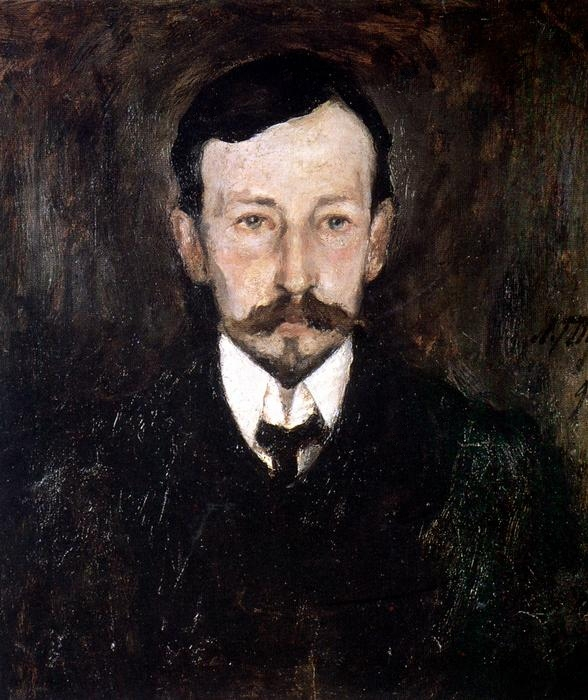
Ritratto di Ivan Alekseevič Bunin del pittore russo Leonard Turzanskij

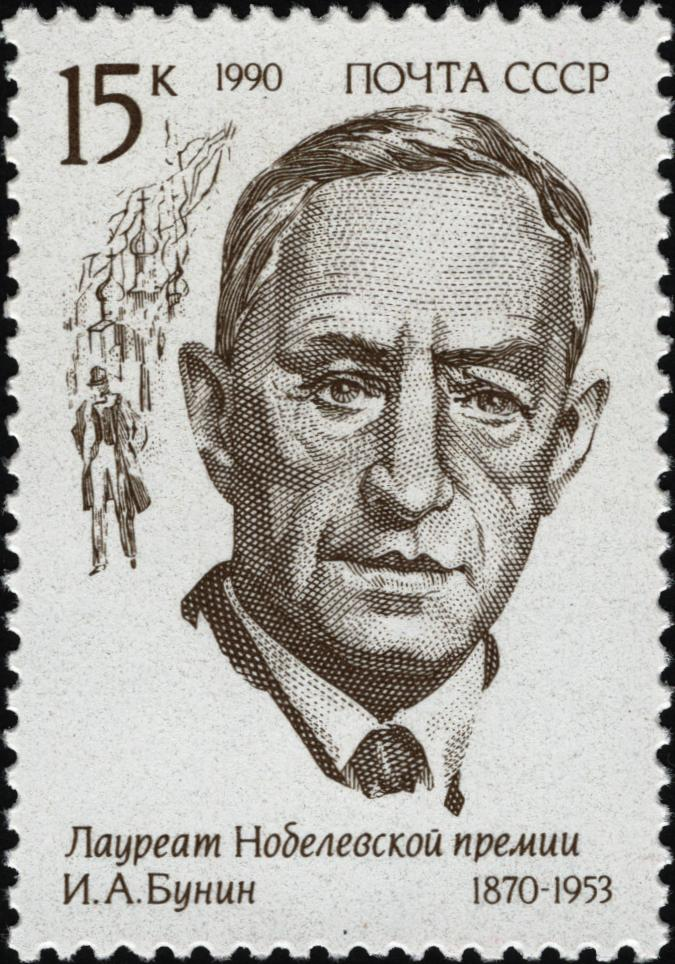
Francobollo dedicato al Premio Nobel Ivan Alekseevič Bunin, Unione Sovietica, 1990.

In mancanza di mezzi di sussistenza, dopo una breve parentesi di lavoro passato a Charkiv con il fratello, nel 1889 andò a lavorare come correttore di bozze e quindi redattore e critico teatrale per il quotidiano Orlovskij vestnik ("Il messaggero di Orel"). Fu qui che conobbe Varvara Paščenko, collaboratrice della redazione del giornale, con la quale ebbe una dolorosa relazione, conclusasi con il matrimonio della giovane donna con un amico comune, Arsenij Bibikov.
Nel 1898 sposa Anna Cakni, figlia di un rivoluzionario greco: da lei si separerà dopo appena due anni. Al 1900 appartiene la sua novella Le mele Antonov. All'amico poeta Maksim Gor'kij dedica nel 1901 il poema Listopad ("La caduta delle foglie"): per esso sarà insignito del prestigioso Premio Puškin dell'Accademia russa delle scienze e, nel 1909, dello status di membro onorario. Ai primi del Novecento entrò a far parte del gruppo Znanie ("La conoscenza") alla cui ideologia egli rimase però in buona sostanza estraneo.
Nel 1903 comincia una lunga serie di viaggi che lo porterà a Costantinopoli, in Italia, Palestina, Egitto, Grecia, Algeria e Tunisia. Nel 1906 a Mosca conosce Vera Muromceva, con la quale inizia una profonda relazione e che sposerà a Parigi nel 1922. Del 1910 è il suo primo romanzo Derevnja  ("Il villaggio"), nel quale un microcosmo viene ritratto senza indulgere a nessun idealismo; con impietoso realismo lo scrittore scava nell'animo del popolo della Russia rurale: Mosca ne fu scossa fin dall'apparire del romanzo.
Ad esso fece seguito Valsecca (1911) con tema la decadenza dell'aristocrazia terriera.  Negli anni dal 1912 al 1914 trascorre i suoi inverni a Capri. Nel 1915 furono pubblicate le sue opere complete in sei volumi. A questi seguirà Il signore di San Francisco, che narra la morte di un ricco americano sull'isola di Capri. Alle pagine di un diario (Giornate maledette) sono affidate le sue riflessioni sugli anni della Rivoluzione d'ottobre. Lascia Mosca nel 1918 per trasferirsi nella Russia meridionale nel pieno della guerra civile tra Bianchi e Rossi. A Odessa collabora con l'Armata Bianca, e quando questa viene sconfitta dai bolscevichi, parte alla volta di Costantinopoli.

### Gli anni dell'emigrazione

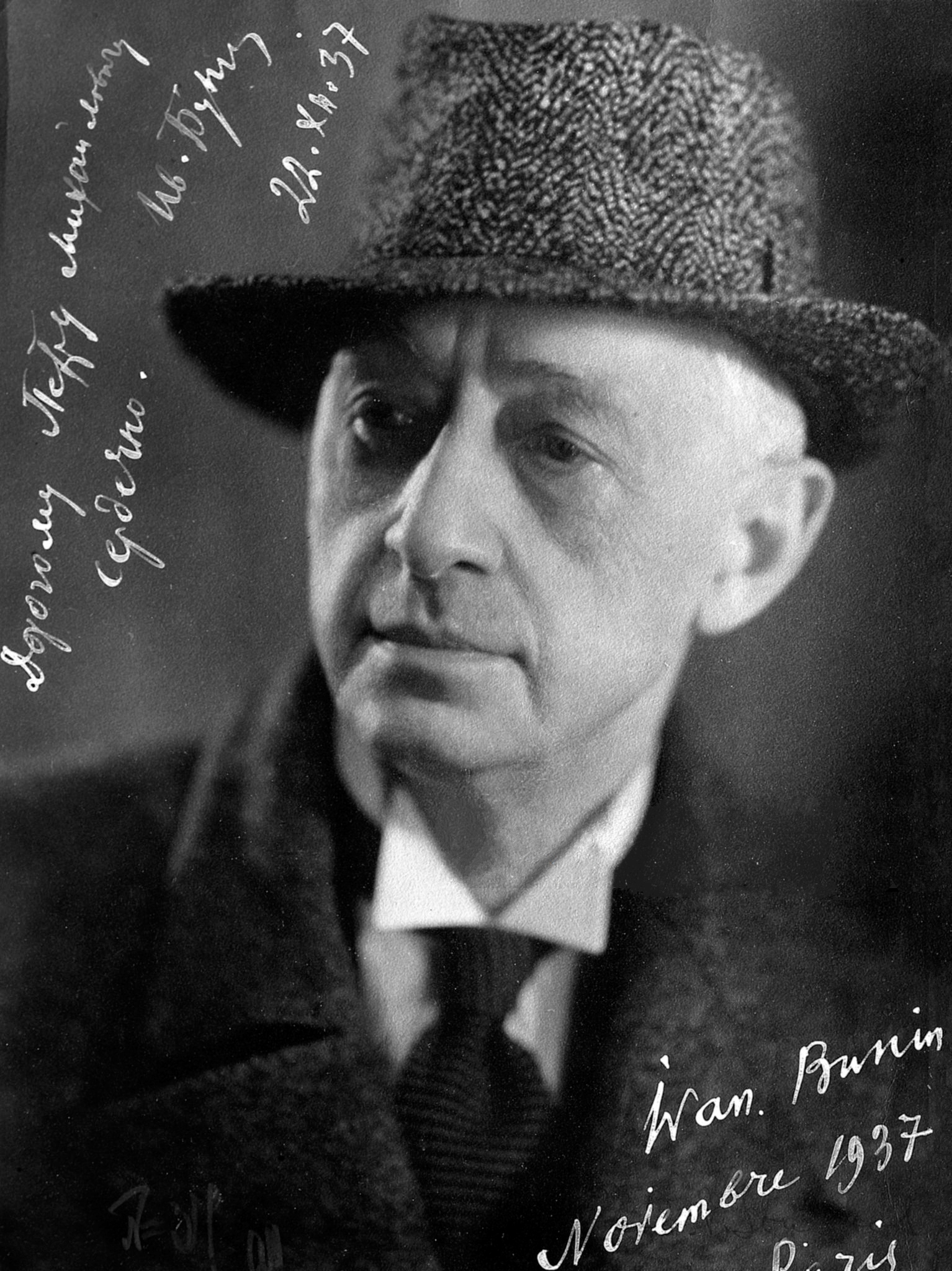
Il poeta in una foto del 1937

Da Costantinopoli nel 1919 emigra per la Francia (Parigi). La condizione di esiliato segna profondamente la sua poetica successiva, che sarà sempre più rivolta ad una Russia viva nei ricordi della sua nostalgia. A questo periodo appartengono i romanzi L'amore di Mitja (1925) e La vita di Arsen'ev (1930) nei quali sono forti le tracce autobiografiche, avvolte da un sentimento di profonda nostalgia. Quest'ultima fu tradotta dallo slavista Ettore Lo Gatto (1966). Ne L'affare dell'alfiere Elaghin, scritto nel 1925 nelle Alpi Marittime, ricostruisce un celebre delitto, quello dell'attrice polacca Visnovska, per mano del suo innamorato. Il risultato è uno studio psiocologico-letterario della passione amorosa.
Bunin è stato anche traduttore di importanti autori: Henry Wadsworth Longfellow, George Gordon Byron, Alfred Tennyson, e Alfred de Musset tra i principali.

### Il Premio Nobel
Nel 1933 gli fu assegnato – per la prima volta a uno scrittore russo – il Premio Nobel per la letteratura. Fu oppositore del nazismo e, durante l'occupazione, si fece carico di ospitare un ebreo nella sua casa di Grasse. Al 1943 risale la pubblicazione del volume di racconti Tëmnye allei ("Viali oscuri").
Morì nel 1953 nel suo appartamento parigino per un infarto dopo che una polmonite lo aveva debilitato già a partire da alcuni anni prima. È sepolto nel Cimitero Russo di Sainte-Geneviève-des-Bois.
Negli anni cinquanta – dopo la sua morte e dopo il XX Congresso del Partito Comunista dell'Unione Sovietica – le sue opere cominciarono ad essere pubblicate anche nell'URSS. Da allora anche in patria è molto letto ed apprezzato.

## Opere

### Romanzo
- La vita di Arseniev (Жизнь Арсеньева, 2 voll. 1927–1933, 1939)

### Romanzi brevi
- Il villaggio (Деревня, 1910), traduzione di N. Artinoff, Milano, Corbaccio, 2019.
- Valsecca (Суходол, 1912)
- L'amore di Mitja (Митина любовь, 1924)

### Raccolte di racconti
- Ai confini del mondo e altre storie (На край света и другие рассказы, 1897)
- Fiori di campo (Цветы полевые, 1901)
- (Тень птицы, 1907–1911; Paris, 1931)
- (Иоанн Рыдалец, 1913)
- (Чаша жизни, Petersburg, 1915; Paris, 1922)
- La grammatica dell’amore, 1915, trad. Tommaso Landolfi, 1948
- Il signore di San Francisco e altri racconti (Господин из Сан-Франциско, 1916), traduzione di Claudia Zonghetti, Milano, Adelphi, 2015.
- (Сны Чанга, 1916, 1918)
- (Храм Солнца, 1917)
- (Начальная любовь, Prague, 1921)
- (Крик, Paris, 1921)
- (Роза Иерихона, Berlin, 1924)
- Insolazione (Солнечный удар, Paris, 1927)
- Albero sacro (Божье древо, Paris, 1931)
- Viali oscuri (Тёмные аллеи, New York, 1943; Paris, 1946), Roma, Salerno, 1986.
- Giudea in primavera (Весной в Иудее, New York, 1953)
- Orecchie a sventola e altre storie (Петлистые уши и другие рассказы, 1954, New York, postumo)

### Saggi e memorie
- Giorni maledetti (Okajannyje dni), 1935, trad. Marta Zucchelli, Roma, Voland, 2021.
- Memorie (Vospominanija), 1950
- A proposito di Čechov, (1955), trad. Claudia Zonghetti, a cura e con una prefazione di Claire Hauchard, Collana Piccola Biblioteca, Milano, Adelphi, 2015.